# Arrondissement Mulhouse
Arrondissement Mulhouse (fr. Arrondissement de Mulhouse) je správní územní jednotka ležící v departementu Haut-Rhin a regionu Grand Est ve Francii. Člení se dále na 8 kantonů a 80 obcí.

## Kantony
od roku 2015:
- Brunstatt
- Kingersheim
- Mulhouse-1
- Mulhouse-2
- Mulhouse-3
- Rixheim
- Saint-Louis
- Wittenheim

před rokem 2015:
- Habsheim
- Huningue
- Illzach
- Mulhouse-Est
- Mulhouse-Nord
- Mulhouse-Ouest
- Mulhouse-Sud
- Sierentz
- Wittenheim